# ألان كاي
ألان كاي (بالإنجليزية: Alan Kay) ولد في 17 مايو 1940 عالم حاسوب أمريكي، اشتهر في مجال علم الحاسوب بمساهماته في البرمجة كائنية التوجه وسمول توك وواجهة المستخدم الرسومية، فاز بجائزة تورنغ في عام 2003 وهي أعلى جائزة في علوم الحاسب.
تلقى كاي على درجة الدكتوراه في علوم الكمبيوتر من جامعة ولاية يوتا في عام 1969 وفي عام 1972 انضم إلى شركة زيروكس ليعمل في مركز بارك للأبحاث واستمر في العمل على أول لغة برمجة موجهة للكائنات (Smalltalk) للتطبيقات التعليمية. ساهم في تطوير الإيثرنت والطباعة بالليزر ونموذج الخادم والعميل . ترك كاي العمل في شركة زيروكس في عام 1983 وأصبح زميلًا (الزميل هو وصف لموظف تعترف الشركة بإنجازاته في تلك الشركة) في شركة Apple Computer، Inc. (الآن شركة Apple Inc. ) ، في عام 1984.تصميمهم لواجهة المستخدم الرسومية لأنظمة التشغيل تم استخدامه في نظام أبل ماك وبعد ذلك استخدُم ذلك التصميم لنظام التشغيل ويندوز التابع لشركة مايكروسوفت . كان زميلًا في شركة والت ديزني (1996-2001) وشركة هوليت-باكارد (إتش بي) (2002-2005).